# Comuna de Ujazd
Ujazd (polaco: Gmina Ujazd) é uma gminy (comuna) na Polónia, na voivodia de Łódź e no condado de Tomaszów. A sede do condado é a cidade de Ujazd.
De acordo com os censos de 2004, a comuna tem 7785 habitantes, com uma densidade 80,3 hab/km².

## Área
Estende-se por uma área de 96,96 km², incluindo:
- área agrícola: 61%
- área florestal: 32%

## Demografia
Dados de 30 de Junho 2004:
|                      | Total   | Total | Mulheres | Mulheres | Homens  | Homens |
| -------------------- | ------- | ----- | -------- | -------- | ------- | ------ |
|                      | pessoas | %     | pessoas  | %        | pessoas | %      |
| População            | 7785    | 100   | 3996     | 51,3     | 3789    | 48,7   |
| Densidade (pop./km²) | 80,3    | 100   | 41,2     | 41,2     | 39,1    | 39,1   |

De acordo com dados de 2002, o rendimento médio per capita ascendia a 1240,88 zł.

## Subdivisões
- Bielina, Bronisławów, Buków, Ciosny, Dębniak, Helenów, Józefin, Lipianki, Łominy, Maksymów, Niewiadów, Ojrzanów, Olszowa, Osiedle Niewiadów, Przesiadłów, Sangrodz, Skrzynki, Stasiolas, Ujazd, Wólka Krzykowska, Wykno, Zaosie.

## Comunas vizinhas
- Będków, Budziszewice, Koluszki, Lubochnia, Rokiciny, Tomaszów Mazowiecki, Wolbórz